# Линия 5 (Барселонский метрополитен)
Линия 5 (кат. Línia 5, Línia cinc, читается как "Линиа Син") — линия Барселонского метрополитена, проходящая в городах Корнелья-де-Льобрегат, Эсплугес-де-Льобрегат, Оспиталет-де-Льобрегат и в самой Барселоне непосредственно. Открытие первого участка состоялось 21 июля 1959 года под названием "Linia II". В настоящее время маршрут линии проходит между станциями "Курнелья-Сентре" и "Валь д'Эброн". На карте обозначена синим цветом и номером 5.

## Общие характеристики
Линия 5 управляется компанией Transports Metropolitans de Barcelona (ТМВ). Линия является двухпутной подземной, за исключением небольшого участка вокруг станции "Кан Бушерес" и одноимённого депо. Депо и отстойники для поездов расположены около станций "Кан Бушерес", "Вилаписина" и "Валь д'Эброн".
В настоящее время циркулируют поезда серии 5000 производства концерна Alstom, которые начали внедряться в 2006 году для полной замены составов серии 1000 к 2007 году. В прошлом эксплуатировались поезда серии 300 и 600.
Линия 5 имеет длину 18,9 км, 26 станций, 30 поездов в час пик. В 2010 году по линии было совершено в общей сложности 85,4 миллионов поездок, что ставит её на третье место по объему перевозок после линии 1 и линии 3.
Муниципалитеты в зоне покрытия линии
Муниципалитеты, где проходит линия: Барселона, Корнелья-де-Льобрегат, Оспиталет-де-Льобрегат и Эсплугес-де-Льобрегат. В Барселоне проходит в шести районах: Эшампле, Орта-Гинардо, Ноу-Баррис, Сант-Андрэу, Сан-Марти и Сантс-Монжуик.

## Характеристика станций
На станциях в основном береговые платформы, кроме станций "Марагаль", "Орта", "Эль Коль | Ла Тейшунера" и "Валь д'Эброн" ,имеющих одну островную платформу. Новые станции линии 5 - самые глубокие по средней глубине заложения; станции "Эль-Кармель" и "Валь д'Эброн" лежат на глубине около 40 метров, а "Эль Коль | Ла Тейшунера" и вовсе является самой глубокой станцией в Барселонском метрополитене, имея глубину заложения в 74 метра.
Все станции, кроме "Пласа-де-Сантс","Бердагер" и "Марагаль" приспособлены для людей с ограниченными физическими возможностями.
11 станций на линии из 27 имеют пересадку на трамвай, железнодорожные станции, а также автобусы пригородные и дальнего следования.

## История

### Хронология
- 1955: Начались работы по строительству первого пускового участка "Линии II" - "Сагрера" - "Орта".
- 1959: Открытие участка "Линии II" между "Сагрера" и "Вилаписина".
- 1961: Начинается эксплуатация поездов с системой автоматического вождения.
- 1967: Линия продлевается до станции "Орта".
- 1969: Открытие первого участка "Линии V" от станции "Сан-Рамон" (ныне "Кольбланк") до "Диагональ - Пасео-де-Грасия" (сейчас "Диагональ").
- 1970: "Линии V" продлевается от "Диагональ - Пасео-де-Грасия" до "Сагрера"; тем самыми происходит объединение линий II и V, после которого "Линия II" становится частью последней.
- 1973: Линия V продлевается до станции "Пубилла Казес".
- 1976: Открывается участок от "Пубилла Казес" до "Сант-Ильдефонс"
- 1982: Массовое переименование станций с испанских названий на каталонские. Также, номера линий теперь пишутся арабскими цифрами, поэтому "Линия V" становится "Линией 5".
- 1983: Линия продлевается до станции "Курнелья".
- 2003: "Курнелья" переименована в "Курнелья-Сентре".
- 2005: На стройплощадке станции "Эль-Кармель" происходит провал грунта, обошлось без жертв.
- 2007: В марте рабочие приступают к расширению депо "Сан-Жени", где впоследствии разместятся новые разворотные петли для поездов.
- 2010: В пятницу, 30 июля, открывается участок от станции "Орта" до станции "Валь д'Эброн", включающий в себя три новые станции: "Эль-Кармель", "Эль Коль | Ла Тейшунера" и "Валь д'Эброн"; на последней осуществляется пересадка на линию 3.

## Станции
| Название станции        | Пересадка на другую линию метро (при наличии таковой) | Пересадка на другой вид транспорта (при наличии таковой)               |
| ----------------------- | ----------------------------------------------------- | ---------------------------------------------------------------------- |
| Курнелья-Сентре         | нет                                                   | Курнелья Курнелья-Сентре                                               |
| Гаварра                 | нет                                                   | нет                                                                    |
| Сант-Ильдефонс          | нет                                                   | нет                                                                    |
| Кан-Бушерес             | нет                                                   | нет                                                                    |
| Кан-Видалет             | нет                                                   | нет                                                                    |
| Пубилья-Казес           | нет                                                   | нет                                                                    |
| Эрнест Льюк             | нет                                                   | Эрнест Льюк                                                            |
| Кольбланк               | Линия 9 / Линия 10                                    | нет                                                                    |
| Бадаль                  | нет                                                   | нет                                                                    |
| Пласа-де-Сантс          | Линия 1                                               | нет                                                                    |
| Сантс-Эстасьо           | Линия 3                                               | Железнодорожный вокзал "Барселона-Сантс" Автовокзал "Сантс"            |
| Энтенса                 | нет                                                   | нет                                                                    |
| Оспиталь Клиник         | нет                                                   | нет                                                                    |
| Диагональ               | Линия 3                                               | Станция "Провенсана" : Линия 6 (FGC) Линия 7 (FGC) Другие маршруты FGC |
| Вердагер                | Линия 4                                               | нет                                                                    |
| Саграда Фамилия         | Линия 2                                               | нет                                                                    |
| Сан Пау — Дос-де-Мач    | нет                                                   | нет                                                                    |
| Кам-де-л'Арпа           | нет                                                   | нет                                                                    |
| Ла-Сагрера              | Линия 1 Линия 9 Линия 10                              | Станция "Ла Сагрера — Меридиана" железных дорог Каталонии              |
| Конгрес                 | нет                                                   | нет                                                                    |
| Марагаль                | Линия 4                                               | нет                                                                    |
| Виррей Амат             | нет                                                   | нет                                                                    |
| Вилаписина              | нет                                                   | нет                                                                    |
| Орта                    | нет                                                   | нет                                                                    |
| Эль-Кармель             | нет                                                   | нет                                                                    |
| Эль-Коль — Ла-Тейшунера | нет                                                   | нет                                                                    |
| Валь д'Эброн            | Линия 3                                               | нет                                                                    |

Курсивом отмечены строящиеся или планируемые станции (пересадки)